# Skarb panagiurski
Skarb panagiurski (także: Skarb z Panagjuriszte; bułg. Панагюрско златно съкровище.) – unikalny zbiór dziewięciu złotych naczyń o łącznej masie 6,164 kg, datowany na przełom IV i III wieku p.n.e. Odkryty przypadkowo 8 grudnia 1949 roku w okolicach miasta Panagjuriszte w Bułgarii przez braci Pawła, Petka i Michaiła Dejkowów, skarb jest jednym z najcenniejszych znalezisk związanych z kulturą tracką. W jego skład wchodzą fiale (naczynie libacyjne), amfora, trzy ojnochoe oraz cztery rytony. Wszystkie te przedmioty charakteryzują się wyjątkową precyzją wykonania i bogatą dekoracją reliefową, przedstawiającą sceny mitologiczne, bóstwa oraz motywy zoomorficzne. 
Ikonografia wyraźnie odzwierciedla wpływy greckie, co sugeruje, że skarb mógł być dziełem hellenistycznych rzemieślników, wykonujących zamówienie dla trackiej arystokracji lub lokalnych toreutów, którzy doskonale opanowali techniki i styl sztuki greckiej.
Przypuszcza się, że naczynia te mogły służyć jako królewski zestaw ceremonialny, być może należący do króla Seutesa III. Nie są znane okoliczności ukrycia skarbu; mógł on zostać zakopany w celu ukrycia przed celtyckimi lub macedońskimi najeźdźcami. 
Oryginał skarbu jest przechowany w Narodowym Muzeum Historycznym w Sofii. Jest on także regularnie wypożyczany na wystawy zagraniczne. 

## Miejsce i okoliczności odkrycia

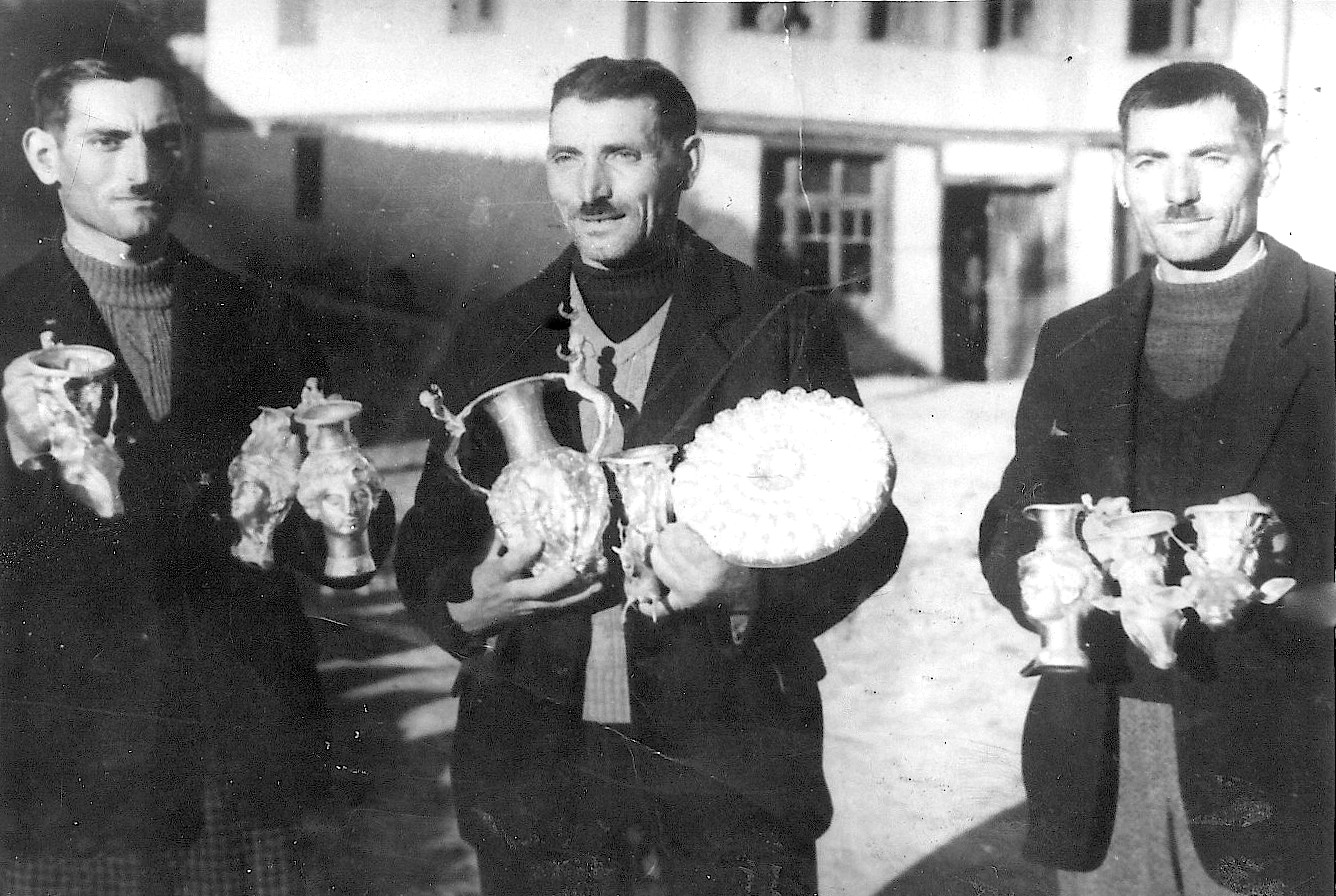
Bracia Dejkowowie z odkrytym skarbem

Odkrycie skarbu nie było rezultatem regularnych badań archeologicznych, a było dziełem przypadku. Skarb został odkryty 8 grudnia 1949 roku w Panagjuriszte przez trzech braci: Pawła, Petka i Michaiła Dejkowów, podczas kopania gliny do produkcji cegieł na potrzeby okolicznej fabryki ceramiki „Merul”. Do znaleziska doszło niedaleko stacji kolejowej, ok. 2 kilometry na południowy wschód od centrum miasta (42°29′19,6″N 24°11′36,8″E/42,488778 24,193556). Bracia początkowo uznali znalezione naczynia za instrumenty – gwizdki. Przypadkowi świadkowie znaleziska sugerowali braciom zachowanie skarbu, ale ci już po godzinie od znalezienia zabrali je do biura lokalnego kmeta w celu dalszej identyfikacji.  
Następnego dnia, w piątek 9 grudnia 1949, lokalni urzędnicy poprosili specjalistów z muzeów w Płowdiwie i Sofii o zbadanie przedmiotów. W poniedziałek, 12 grudnia 1949 roku, do Panagjuriszte dotarł kustosz płowdiwskiego muzeum, Dimityr Conczew, który zdał sobie sprawę z wagi odkrycia i zabrał skarb z Panagjuriszte „by mogła go zobaczyć także ludność miasta Płowdiwu”. 29 grudnia 1949 roku skarb panagiurski został wpisany do księgi inwentarzowej muzeum archeologicznego w Płowdiwie. Bracia Dejkowowie za swoje znalezisko otrzymali od władz w Płowdiwie gratyfikację pieniężną w wysokości 300 000 lewów każdy.
W momencie odkrycia, skarb panagiurski został uznany za „najbogatszy skarb, jaki odkryto w Europie od czasów II wojny światowej”.

## Kontekst: Trakowie w IV w. p.n.e.
Na ziemiach trackich od V w. p.n.e. istniało królestwo założone przez plemię Odrysów. W IV wieku p.n.e. Tracja była areną złożonych przemian politycznych, na które wpływ miały zarówno wewnętrzne ambicje lokalnych władców, jak i zewnętrzne naciski ze strony sąsiednich potęg. Król Kotys I, władający od 384 lub 383 p.n.e., siłą umocnił władzę centralną. Jednakże, po jego śmierci w 359 roku p.n.e., królestwo zostało podzielone między trzech synów, co osłabiło jedność regionu. Wykorzystując tę sytuację, Filip II Macedoński do 340 roku p.n.e. podbił znaczną część Tracji, rozszerzając swoje wpływy na wschód.

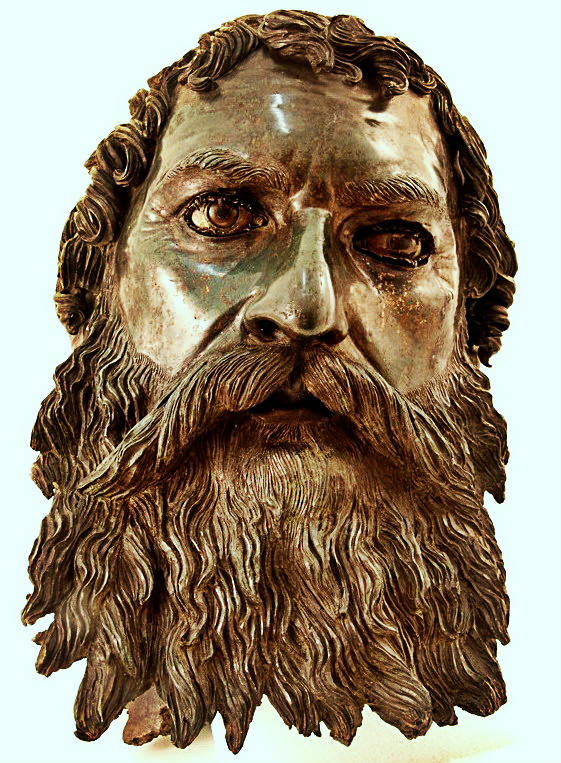
Seutes III

W obliczu macedońskiej dominacji, lokalni władcy podejmowali próby odzyskania niezależności. Seutes III, jeden z najważniejszych trackich królów, starał się odbudować siłę królestwa Odrysów i około 320 roku p.n.e. założył miasto Seuthopolis, które stało się centrum politycznym i kulturalnym jego królestwa. Mimo starań lokalnych władców, Tracja pozostawała pod silnym wpływem Macedonii, zwłaszcza po śmierci Aleksandra Wielkiego w 323 roku p.n.e., kiedy to jego generałowie, znani jako diadochowie, rywalizowali o kontrolę nad regionem. Seutes III, choć początkowo sprzeciwiał się siłą macedońskiej dominacji (323 p.n.e., 314 p.n.e.), ostatecznie w 306 p.n.e. uznał zwierzchnictwo Lizymacha, jednego z diadochów, co pozwoliło mu zachować pewną autonomię w ramach szerszego kontekstu politycznego. Nie jest znana ani dokładna data śmierci Seutesa III, ani dokładna data rozpadu jego wątłego królestwa. W 279 p.n.e. ziemie trackie najechała grupa 20 000 Celtów, która w początkowej fazie najazdu stosowała taktykę gwałtownych i niespodziewanych napadów. 
Gospodarka królestwa Odrysów opierała się na rolnictwie. Państwo to nie rozporządzało własną flotą i na morzu polegało na pomocy okrętów kolonii greckich. Rozwój rzemiosła był nierównomierny i prowadzony na mniejszą skalę niż helleński. 
Ziemie Odrysów były znacznie bogatsze od tych zamieszkiwanych przez Greków, a ustrój rodowo-plemienny wspierał gospodarczą siłę lokalnych arystokratów, co miało często szkodliwy wpływ na jedność królestwa. Rosnąca zamożność arystokracji doprowadziła też do zmiany materiałów wykorzystywanych w sztuce: w V i IV w. p.n.e. brąz został wyparty przez srebro i złoto, a blichtr i przepych cieszyły się powodzeniem (zob. skarb łukowicki, skarb letnicki). 
W tym burzliwym okresie sztuka tracka odzwierciedlała zarówno tradycyjne motywy lokalne, jak i wpływy helleńskie, związane tak z ustanowieniem panowania macedońskiego, jak i z bliskością greckich kolonii na wybrzeżu Morza Czarnego. W sztuce trackiej widoczne były też wpływy perskie, które trafiły do Tracji zarówno bezpośrednio, jak i za pośrednictwem helleńskich kolonii. W odpowiedzi na lokalne gusta i zapotrzebowanie arystokracji, toreutyka i jubilerstwo czerpały zarówno z tradycji helleńskiej jak i perskiej, tworząc swego rodzaju eklektyzm.

## Datowanie i pochodzenie
Skarb datowany jest na przełom IV i III wieku p.n.e.
Przedmioty mogły zostać przeniesione w głąb trackiego interioru i zakopane, aby ukryć je podczas najazdów Celtów lub Macedończyków na przełomie wieków, na przykład w związku z oblężeniem Seuthopolis w III wieku p.n.e. W samym Panagjuriszte i w jego bezpośrednich okolicach nie ma znaczących ruin ani starożytnych zabudowań czy willi, które mogłyby nawet teoretycznie mieć związek ze skarbem, poza kurhanem w Staroselu, odległym o 30 km. Tracka arystokracja w tamtym okresie często była zmuszona do ukrywania swoich skarbów w niezamieszkanych okolicach dla ochrony przed wojenną zawieruchą. 

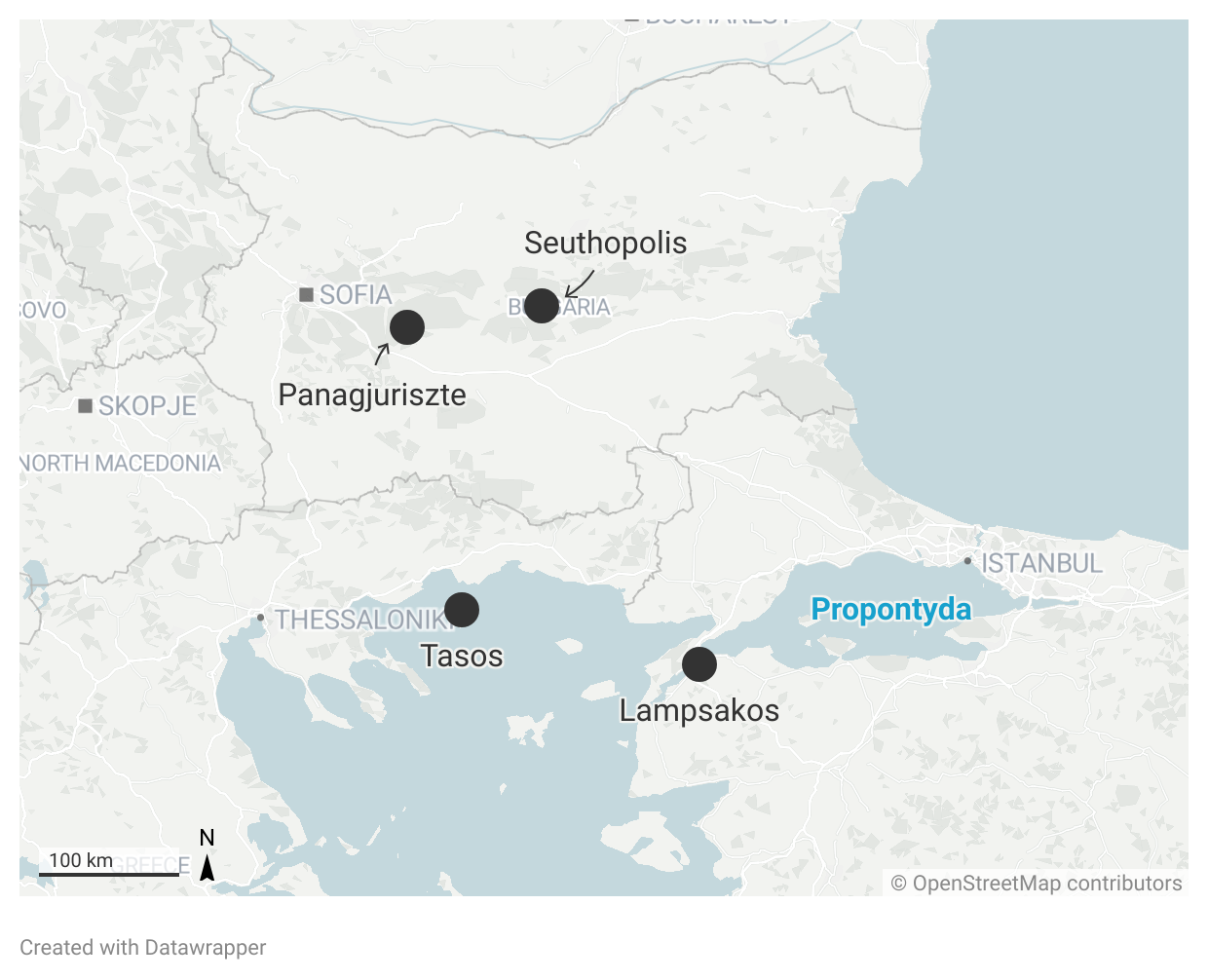
Relatywne położenie Panagjuriszte, Seuthopolis, Lampsakos, Tasos i Propontydy

Dokładne pochodzenie skarbu jest nieznane, jednak różnorodność zdobień i motywów oraz waga skarbu (ponad 6 kg) sugerują, że nie powstał on ani w jednym miejscu, ani o tym samym czasie. Rozmiar fiale (25 cm średnicy) powoduje, że jest ono przeskalowane w stosunku do rytonów; inny jest też jego odcień złota. Specjaliści z płowdiwskiego muzeum zgadzają się, że skarb nie jest homogeniczny i że różne jego elementy były wykonane z różnym przeznaczeniem: część na sprzedaż na wolnym rynku (np. ryton w formie protomy kozła), a część na specjalne zamówienie władcy.
Inskrypcje na amforze-rytonie i fiale określają ich wagę, a nie wartość, w dwóch różnych systemach – perskim i greckim: 
- amfora-ryton: 200 perskich darejków i 4 greckie obole[42]
- fiale: 100 perskich darejków lub 196 i 1/24 greckich drachm[39]

Taki podwójny zapis jednostek wagi, jak ten spotkany na obojgu naczyń, tradycyjnie używany był w greckiej kolonii Lampsakos, jednak na samej tej podstawie nie można jednoznacznie ustalić Lampsakos jako miejsca powstania nawet części skarbu. Za hellenistycznym pochodzeniem zestawu przemawiają także klasyczne szaty postaci, oraz biżuteria przedstawiona na ojnochoe charakterystyczna dla Hellespontu. Wedle teorii hellenistycznej, zakład lub zakłady rzemieślnicze, które wyprodukowały przedmioty, prawdopodobnie znajdowały się gdzieś między wyspą Tasos a brzegami Propontydy. 
Konkurencyjna hipoteza mówi o lokalnym, trackim, pochodzeniu przedmiotów – zarówno surowcowym (w starożytności złoto pozyskiwano na terenie Tracji), jak i o proweniencji samych rzemieślników. Za lokalnym pochodzeniem skarbu przemawiać mają: 
- podobieństwa pomiędzy elementami dekoracyjnymi skarbu a dekoracjami na innych przedmiotach znalezionych w regionie[45][e],
- ciężkie formy naczyń, odległe od kanonu hellenistycznego,
- trackie hełmy na głowie jednej z amazonek i na głowie Parysa,
- antropomorficzne ojnochoe są rzadko spotykanie w sztuce antycznej; częściej – w tzw. sztuce barbarzyńskiej,
- fakt odkrycia skarbu w interiorze Tracji, a nie na wybrzeżu[36].

## Charakterystyka przedmiotów

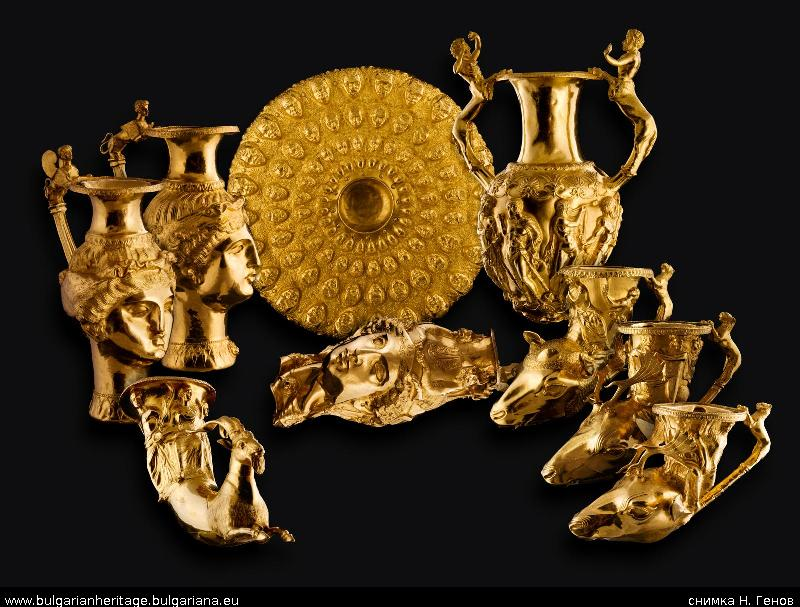
Wszystkie elementy skarbu

Skarb składa się z dziewięciu naczyń – fiale (płaskiej misy) oraz różnych rodzajów dzbanów: amfory, trzech ojnochai i czterech rytonów o łącznej masie 6,164 kg 24-karatowego złota. W epoce sama wartość złota pozwoliłaby na utrzymanie oddziału 500 najemników przez okres roku. 
Stan zachowania skarbu określa się jako doskonały. 
Wszystkie dziewięć naczyń jest bogato i mistrzowsko zdobionych; są one świadectwem wysokiej kultury materialnej trackiej elity społecznej, a także jej zamożności. Uważa się, że były używane jako królewski zestaw ceremonialny przez trackiego króla Seutesa III, chociaż współcześnie (Getty Museum, 2024) pojawiają się także konkurencyjne hipotezy o Lizymachu jako właścicielu skarbu. Wedle tej konkurencyjnej hipotezy, skarb miałby trafić do trackiego interioru na skutek zawieruchy po śmierci diadocha.  
Wykonanie naczyń jest zróżnicowane technicznie. Naczynia powstały z repusowanych osobno części, które potem zostały precyzyjnie złączone. Detale reliefowe są cyzelowane miejscowo dla ich lepszej ekspozycji. 
Istnieje hipoteza, że znaleziony skarb to tylko część oryginalnego kompletu, a brakujące elementy to dwa rytony, amfora i jedno lub dwa fiale. Na potwierdzenie tej teorii wysuwa się argument o znaczeniu liczby 3 w trackiej religii oraz argument o wotywnym charakterze skarbów, składanych w ofierze osobno bogom ziemi i Słońca. Wenedikow i Gerasimow podają, że trzy ojnochoe i amfora-ryton pochodzą z początku III w. p.n.e. i są późniejszym uzupełnieniem pierwotnego zestawu. 

### Amfora-ryton
Największym i najcięższym artefaktem jest amfora-ryton o wysokości 29 cm i wadze 1695,25 g, która posiada również najbogatsze zdobienia. Obły korpus naczynia zdobi fryz wielofigurowy. Centralnie ukazano dwuskrzydłowe drzwi z jońskimi kolumnami, przez które spogląda postać. Po lewej stronie drzwi idzie lub biegnie pięciu półnagich, uzbrojonych, bosych mężczyzn, a na ich twarzach widoczny jest wyraz ekscytacji. Ostatni z nich trzyma w ustach trąbkę. Po prawej stronie drzwi starzec rozmawia z młodzieńcem. Alternatywne interpretacje tego fryzu mówią, że może on przedstawiać scenę bitewną (Bitwę o Wrota Perskie), scenę mitologiczną (Siedmiu przeciw Tebom), lub być zwykłym przedstawieniem grupy ucztujących mężczyzn.
Poniżej wielofigurowej sceny znajduje się przedstawienie Herkulesa duszącego węże oraz leżącego, pijanego satyra. Nad sceną zaś znajdują się zdobienia w formie palmet. 
Uchwyty amfory tworzą dwa wyprostowane centaury strzelające z łuku, których nogi wspierają się na wysokim tamburze. Dekoracja roślinna, utrzymana w stylu hellenistycznym, pełni rolę drugoplanową.
Korpus amfory nie posiada podstawy ani nóżek, więc nie można jej było postawić, gdy była pełna. U spodu amfory znajdują się dwa otwory, z których mogły równocześnie pić dwie osoby lub być napełniane dwa naczynia, co sugeruje, że amfora-ryton miała służyć fraternizacji. Picie z naczyń z dwoma otworami (alternatywnie: z dwóch naczyń jednocześnie) opisuje także Herodot (Dzieje, 4.66) w kontekście przywileju dla zasłużonych na polu bitwy wojowników.

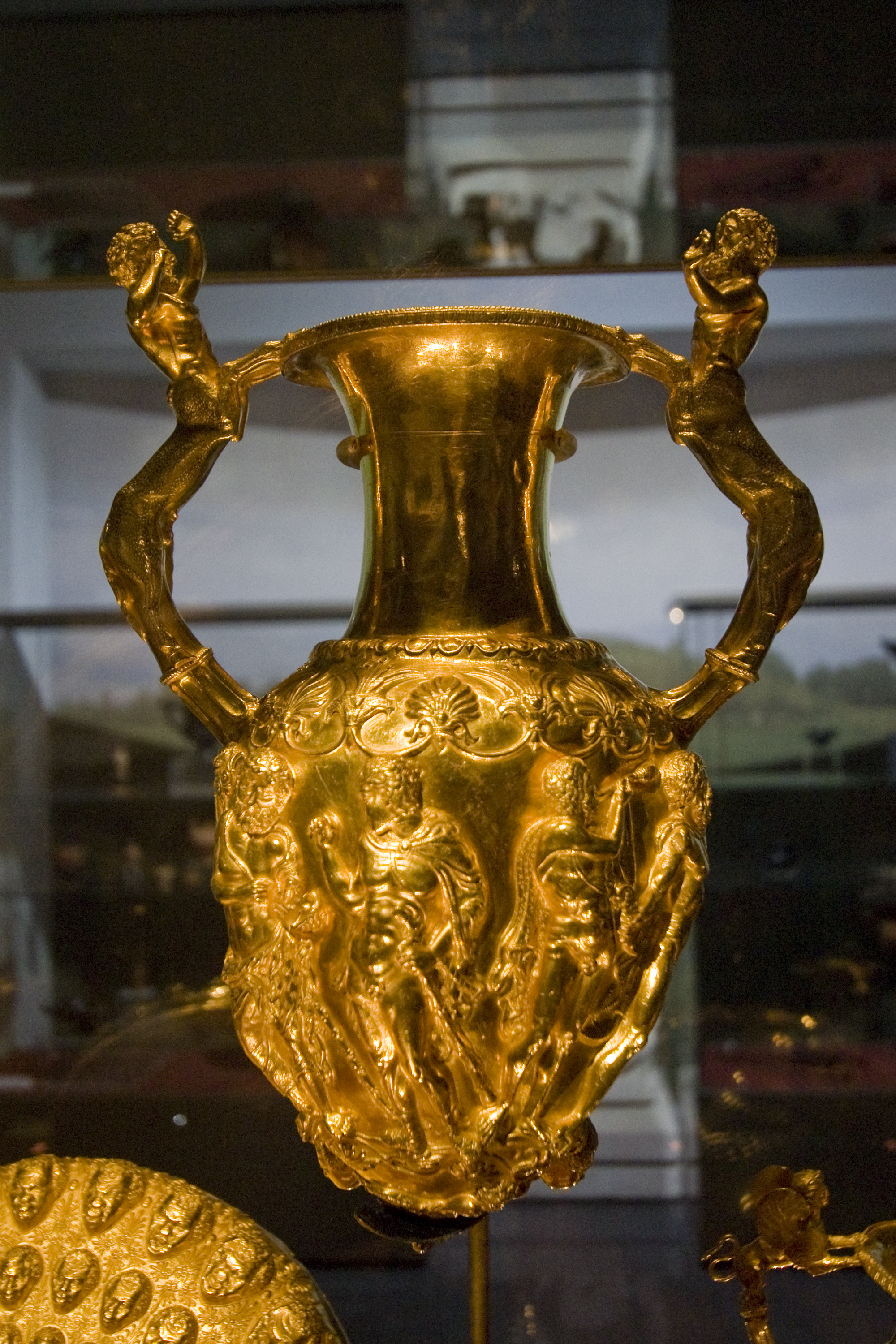
Amfora-ryton
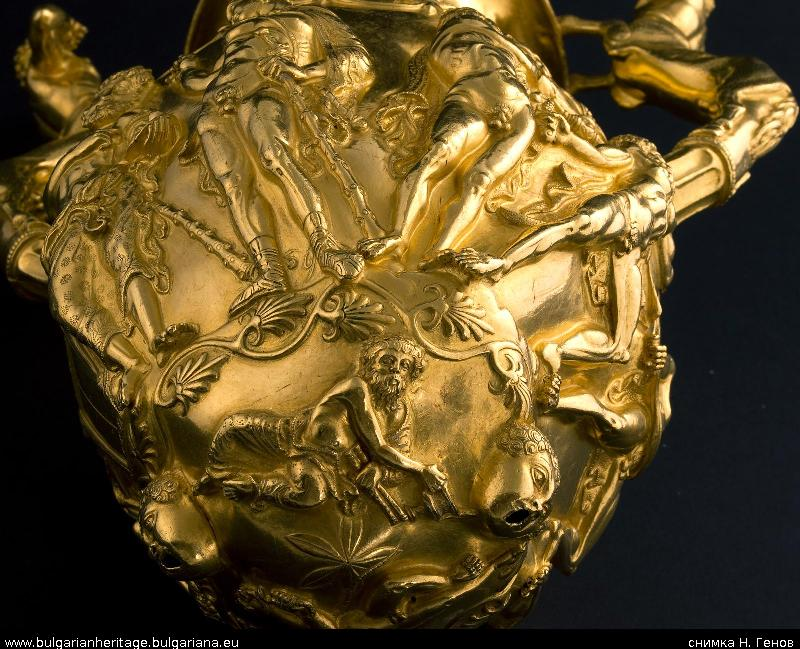
Amfora-ryton (widok od spodu)
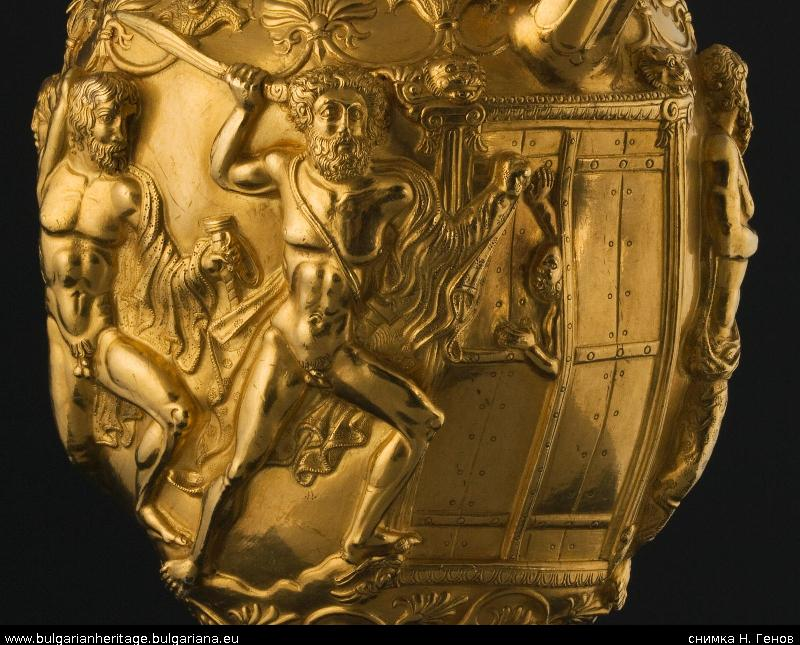
Amfora-ryton (przez drzwi spogląda postać)

### Fiale

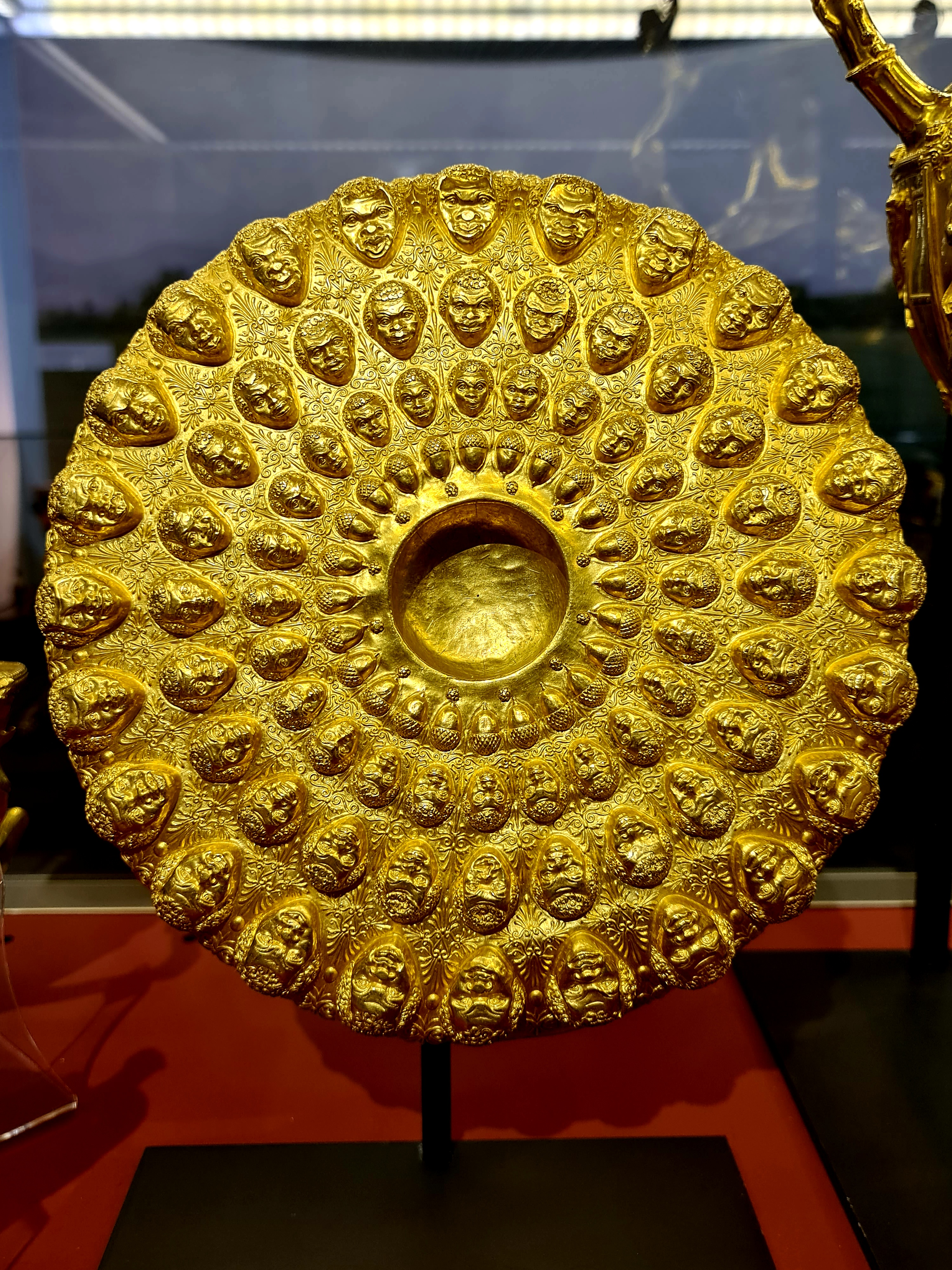
Fiale

Fiale ze skarbu zdobione jest czterema koncentrycznymi kręgami reliefów, w tym 24 żołędziami, palmetami oraz 72 nieznacznie indywidualizowanymi głowami o negroidalnych rysach. 
Głowy w kolejnych kręgach ułożone są tak, że im dalej od środka, tym większe są ich rozmiary. Zdobienia w kształcie głów tego typu są motywem zapożyczonym ze sztuki hellenistycznej lub z czasów prehistorycznych. Wylew jest zakończony masywnym brzegiem; w środku znajduje się umbo, zaś na wewnętrznej stronie wyobrażenia są negatywowe. 
Motyw głów (określanych także jako głowy Pigmejów) ma symbolizować potencję seksualną. 
Dzięki swojej wadze (845,5 g) oraz średnicy (25 cm) jest największym tego typu dotąd odkrytym naczyniem. Materiał, z którego fiale zostało wykonane, ma inny skład chemiczny niż materiał użyty do wykonania rytonów.

### Ojnochoe
Trzy ojnochoe mają kształt kobiecych głów, Amazonek lub greckich bogiń – Afrodyty, Hery i Ateny. U podstawy wszystkich trzech naczyń znajdują się okrągłe otworki do picia. Wszystkie trzy uznawane są za jeden zestaw – triadę bogiń, wykonany przez tego samego artystę. Chociaż naczynia w formie głów kobiecych są popularne w sztuce hellenistycznej, to rzadkie jest ich wykonanie w metalu. 
1. Ojnochoe z głową Amazonki/Ateny (wys. 20,5 cm, waga 387,3 g[47][58]) jest zakończone hełmem trackim[55], na którego czaszy znajdują się dwa gryfy. Na czole widoczny trójkątny, ornamentowany diadem. Uchwyt jest zdobiony skrzydlatym sfinksem. Dolna część uszkodzona podczas odkrycia[77].
2. Ojnochoe z głową Amazonki/Hery (wys. 21,5 cm, waga 460,75 g[47][58][o]) jest pozbawione nakrycia głowy[55]. Naszyjnik u podstawy jest wykonany z plecionych łańcuszków. Uchwyt także jest zdobiony skrzydlatym sfinksem, którego skrzydła zostały uszkodzone podczas współczesnego wydobycia z gruntu[77] lub jeszcze w czasach antycznych, przy podziale skarbu[78].
3. Ojnochoe z głową Amazonki/Afrodyty (wys. 21,5 cm, waga 466,75 g[47][58]) również jest pozbawione nakrycia głowy[55]; włosy pod dekorowanym welonem. Oczy pierwotnie były wykonane z pasty szklanej. Uchwyt, który został wykonany osobno, także jest zdobiony wizerunkiem sfinksa. U podstawy naszyjnik z pereł[79].

Ojnochai ze skarbu świadczą o cienkiej granicy pomiędzy wytworami rzemiosła a sztuką: ich użytkowe przeznaczenie wyraża się tylko poprzez szyjki i uchwyty, zaś hellenistyczne głowy mają charakter typowo artystyczny.

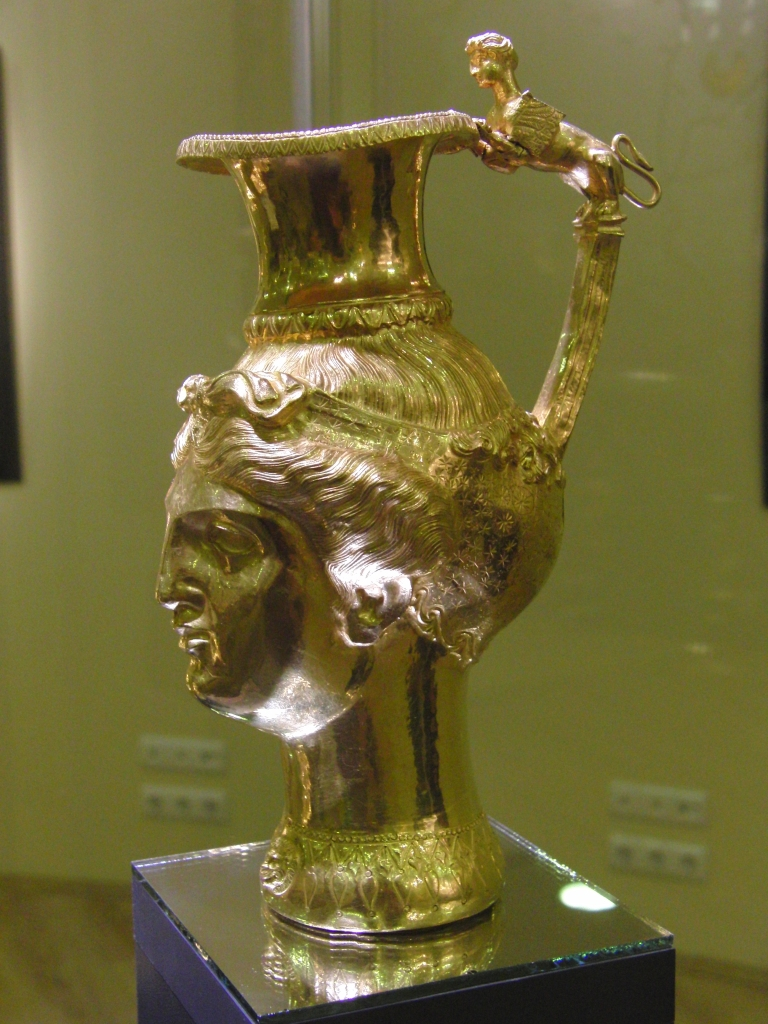
Ojnochoe z głową kobiety (Hera?[47])
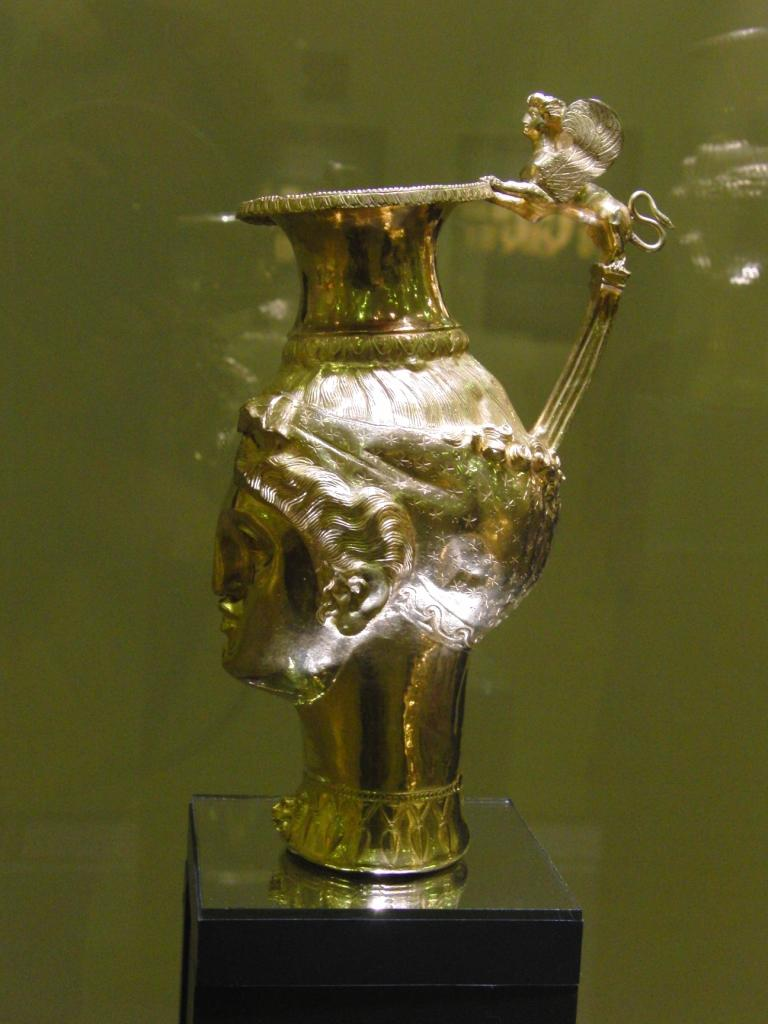
Ojnochoe z głową kobiety (Afrodyta?[47])
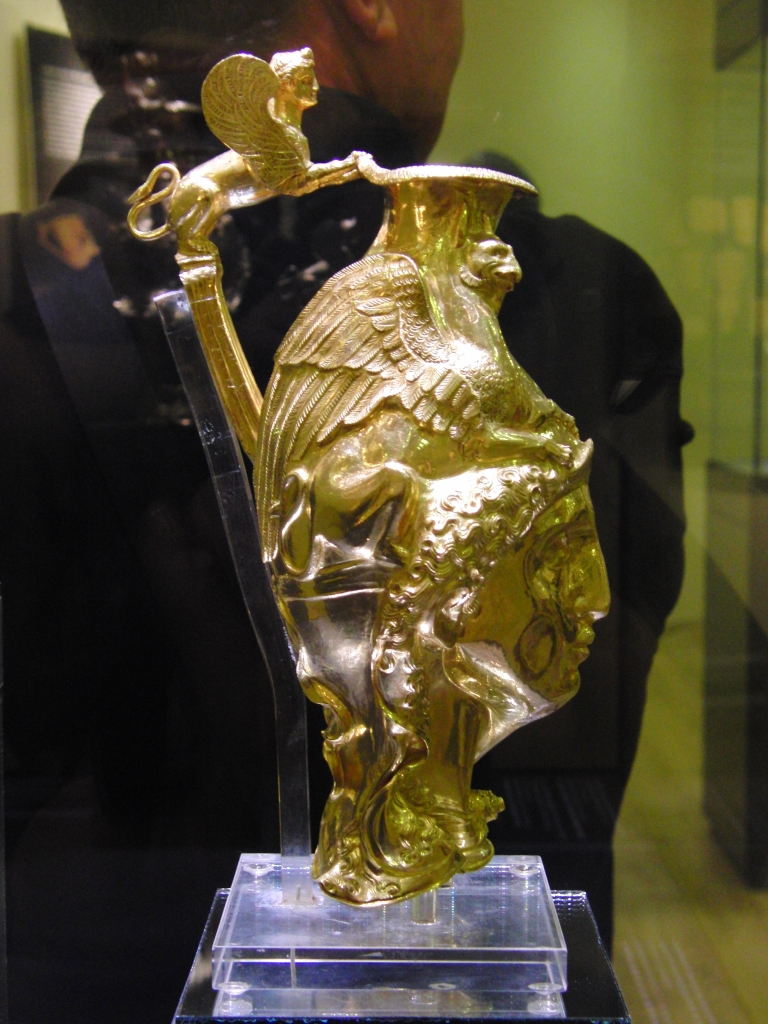
Ojnochoe z głową kobiety w trackim hełmie (Atena?[47])

### Rytony
Spośród czterech rytonów, dwa zakończone są głowami jeleni, jeden głową barana, a ostatni skaczącym kozłem. 
Rytony z głowami jeleni mają uchwyty w formie lwa, którego przednie łapy spoczywają na otworze rytonu. Na pierwszym z nich (wys. 13,5 cm, waga 674,6 g) w górnej partii przedstawiona jest scena Sądu Parysa. Parys unosi prawą rękę, wskazując wybór najpiękniejszej bogini. Wokół niego znajdują się trzy boginie: Hera na tronie, Atena z mieczem i hełmem oraz Afrodyta z promiennym wyrazem twarzy. Imiona bogiń są również wyryte. Na fryzie drugiego z nich (wys. 13 cm, waga 689 g) znajdują się symetryczne sceny mitologiczne: Tezeusz walczy z kreteńskim bykiem na równinie maratońskiej, a Herakles poluje na Łanię kerynejską. Motyw jelenia na rytonach może być związany z północnoirańskimi podaniami o samoupolowanym jeleniu, który w ustalonym dniu i godzinie sam przybył do sanktuarium i podłożył głowę pod rytualny nóż. 
Na fryzie rytonu zakończonego głową barana (wys. 12,5 cm, waga 505,05 g) przedstawiono siedzącego Dionizosa z berłem oraz nimfę Eriope – a nie, jak często w podobnych scenach, Ariadnę. Może to być wynikiem pomyłki lokalnego toreuty lub świadczyć o odmiennych, lokalnych wierzeniach. Imiona postaci mitologicznych są wyryte. Uchwyt w formie lwa jest u dołu zakończony kobiecą maską. Po bokach znajdują się tańczące bachantki. Runo barana pokazano za pomocą małych koncentrycznych kół, co sugeruje wpływy perskie – w taki sposób w sztuce perskiej przedstawiano włosy. 
Otwór rytonu zakończonego skaczącym kozłem (wys. 14 cm, waga 439,05 g) ma zdobioną, wyprofilowaną krawędź. Niżej znajduje się fryz z postaciami: Hera siedzi na tronie, zaś po jej bokach stoją Artemida i Apollo z łukiem w dłoniach. Za nimi znajduje się Nike z rozłożonymi skrzydłami. Imiona bóstw wyryto w pobliżu ich głów. Taka scena nie jest znana z greckiej mitologii i może przedstawiać element niezbadanych wierzeń trackich. Motyw kozła jest widoczny na innych skarbach trackich z podobnego okresu (np. na przedmiotach ze skarbu rogozeńskiego). Motyw ten jest też centralny dla tradycji kukierów. Dolna część rytonu przechodzi w protomę kozła z zakrzywionymi rogami, a oczy kozła zostały plastycznie uformowane. Przednie nogi kozła są wyciągnięte do przodu. W związku ze sposobem wyprofilowania naczynia, ryton nie potrzebuje uchwytu. 
Rytony nie mają podstawek, zmuszając biesiadników do szybszego picia. Każdy z nich ma niewielki otwór w dolnej części, służący do przelewania wina do fiale trzymanego w drugiej ręce biesiadnika; otwór ten można było łatwo zatkać palcem.

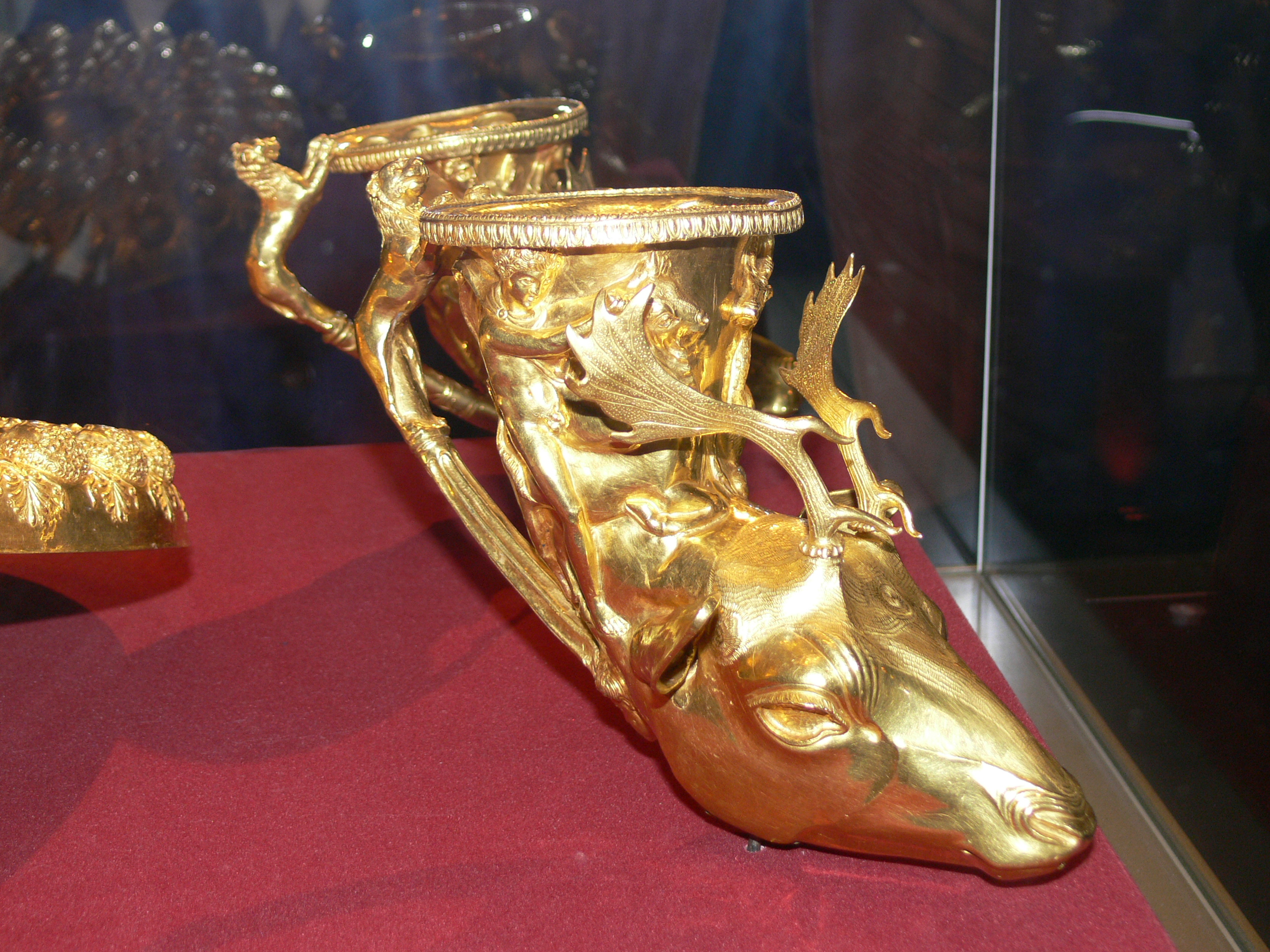
Ryton zakończony głową jelenia; w górnej partii walka Tezeusza z bykiem
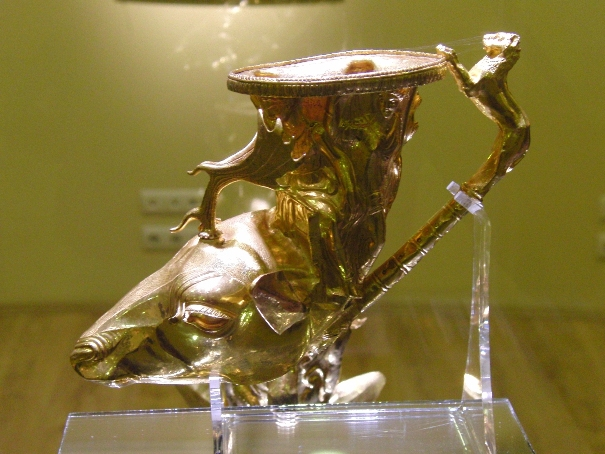
Ryton zakończony głową jelenia; w górnej partii sąd Parysa
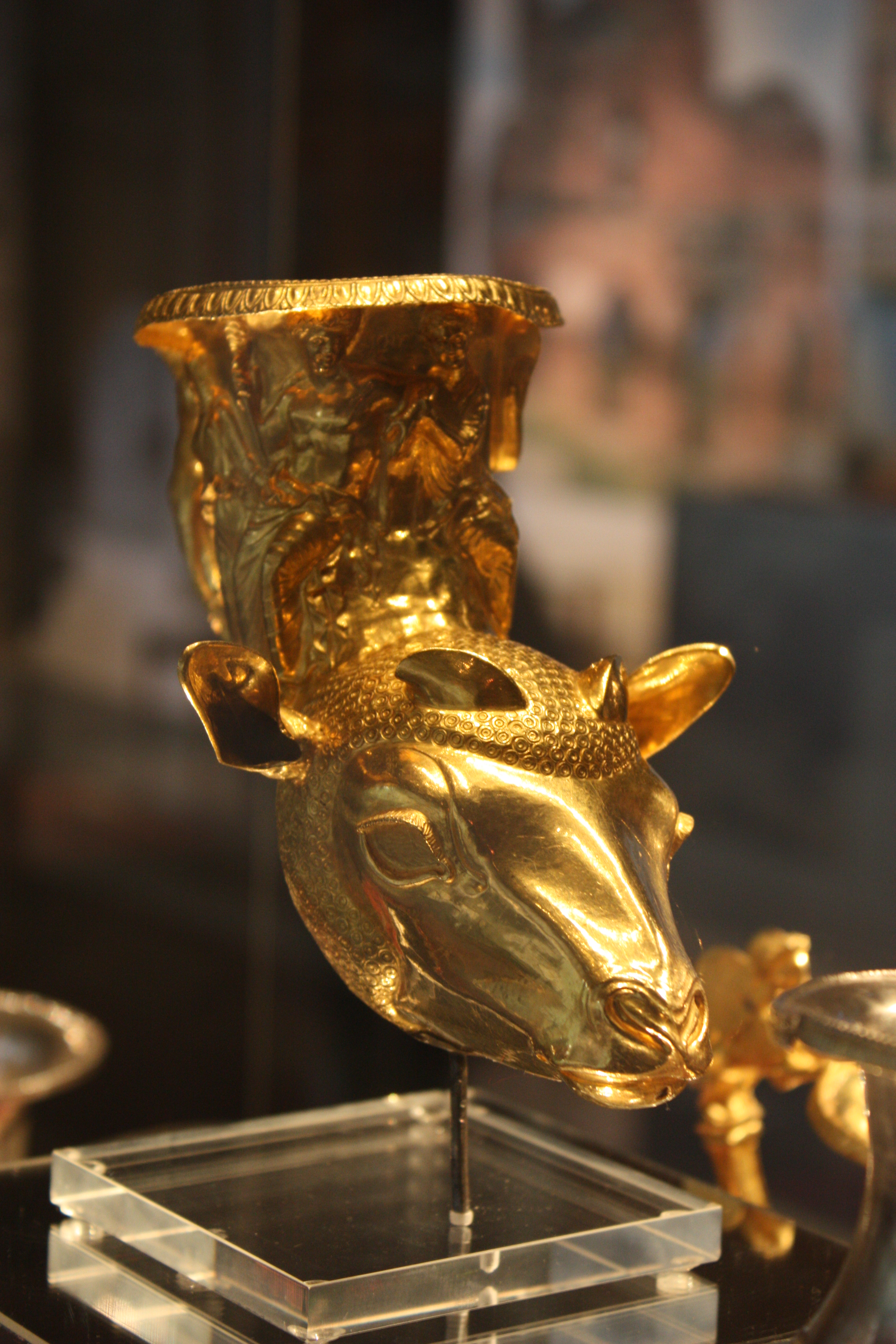
Ryton zakończony głową barana
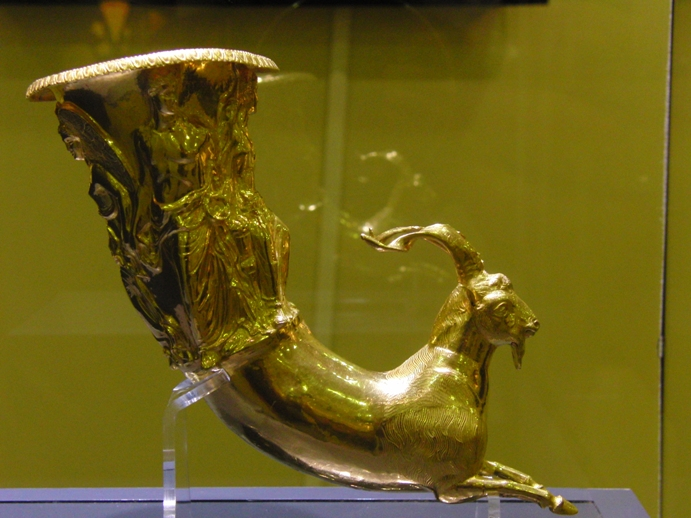
Ryton zakończony skaczącym kozłem

## Wystawy w Bułgarii, w Polsce i na świecie
Jako jeden z najbardziej znanych zachowanych artefaktów kultury trackiej skarb był prezentowany w wielu muzeach na całym świecie, w tym w Metropolitan Museum of Art w Nowym Jorku (1977), w paryskim Luwrze (2015), w British Museum w Londynie (2023), czy w Getty Museum w Los Angeles (2024/2025).

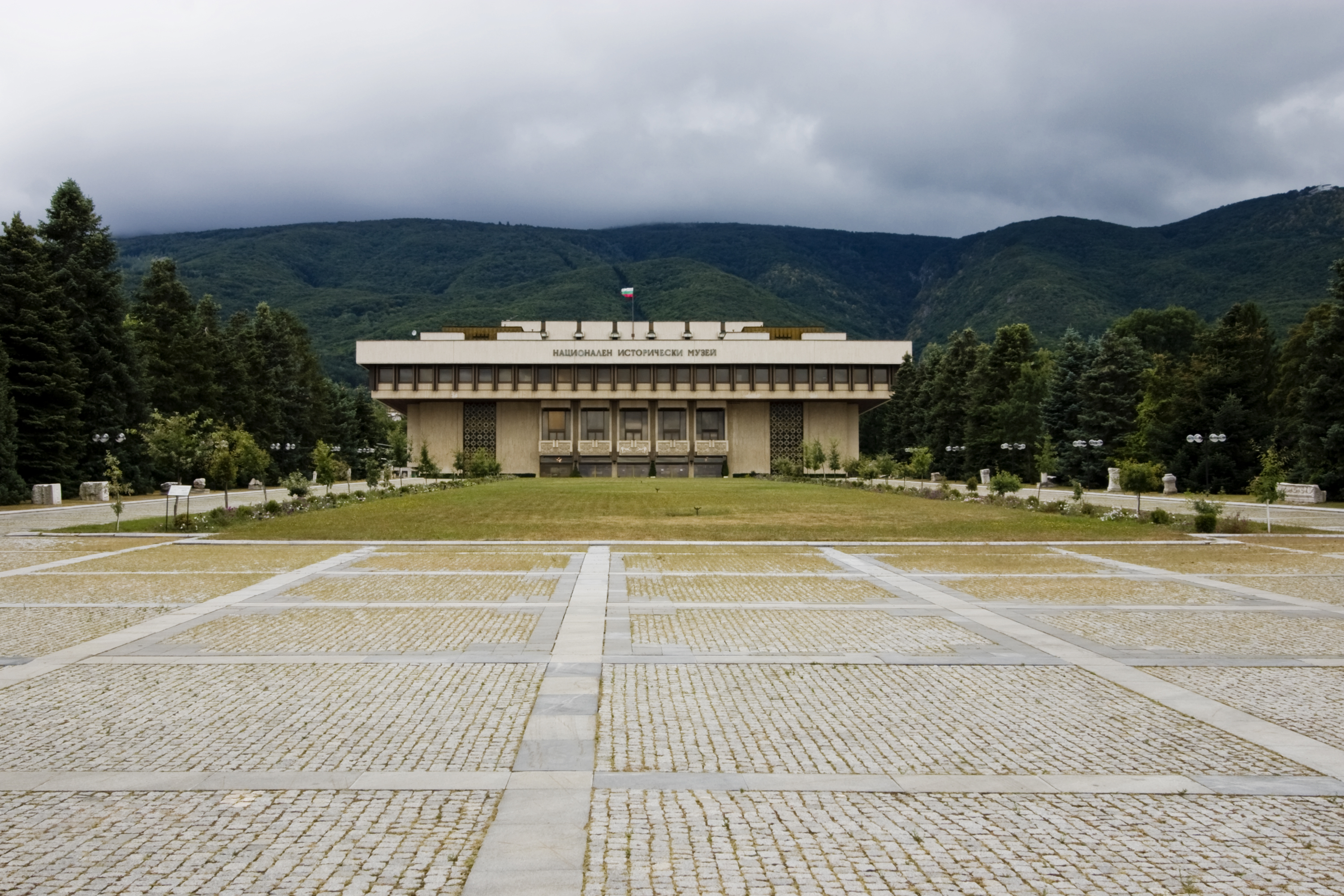
Gmach Narodowego Muzeum Historycznego w Sofii

W Polsce skarb panagiurski był prezentowany w dniach 8 września – 24 października 1976 roku w Muzeum Archeologicznym w Warszawie. Wystawa pod tytułem Skarby Traków: kultura i sztuka Traków na ziemiach bułgarskich odbyła się w siedzibie muzeum, w budynku Arsenału. Oprócz skarbu panagiurskiego, na wystawie pokazano m.in. skarb wyłczitryński. Jako instytucja wypożyczająca podane jest "[muzeum w] Płowdiwie", co było zgodne ze stanem faktycznym w 1976 roku. 
W Bułgarii skarb jest wystawiany w Narodowym Muzeum Historycznym w Sofii (oryginał), w Muzeum Archeologicznym w Płowdiwie oraz Muzeum Historycznym w Panagjuriszte. 
Oryginalny skarb kilkukrotnie zmieniał swoje stałe miejsce pobytu: 
- od znalezienia 8 grudnia 1949 do dnia 12 grudnia 1949 roku znajdował się w Panagjuriszte, prezentowany za dnia w oknie wystawowym fabryki ręczników[98][11]
- od 12 grudnia 1949 do 1974 roku znajdował się w Muzeum Archeologicznym w Płowdiwie[99]
- od 1974 do 1982 roku był wystawiany poza Bułgarią (Francja, USA, Węgry, RFN, Japonia, ZSRR, Polska[98]), na wystawach popularyzujących kulturę bułgarską[48], sponsorowanych przez Ludmiłę Żiwkową[100]. Wówczas formalnie i faktycznie nadal należał do płowdiwskiego muzeum[99].
- od 1982 roku[101] znajduje się w Narodowym Muzeum Historycznym w Sofii[45][102][34]. Chociaż de iure jest własnością muzeum w Płowdiwie[14][t][u], to w Płowdiwie i Panagjuriszte na stałe wystawiane są kopie[v], zaś oryginał pojawia się tam okazjonalnie. W Płowdiwie oryginał był pokazywany w 2022 roku[103], zaś w Panagjuriszte w 2024 roku[104], w specjalnym skarbcu wybudowanym na jego potrzeby w 2012 roku[105]. Oryginał jest regularnie wypożyczany na wystawy międzynarodowe – wówczas w Sofii także prezentowana jest kopia[106].

## Kwestie autentyczności i własności
W przeszłości kwestionowano autentyczność artefaktów przechowywanych w muzeach. Wątpliwości pojawiły się na skutek zaobserwowanych różnic w zapisach wagi. Doprowadziło to do spekulacji, że oryginalny skarb mógł zostać zastąpiony kopiami, implikując nieznane rzeczywiste miejsce przebywania oryginału. Aby rozwiać te wątpliwości, w 2014 roku przeprowadzono analizy chemiczne złotych naczyń. 
Własność skarbu była przedmiotem sporów prawnych. Potomkini braci Dejkowów pozwała państwo bułgarskie, twierdząc, że skarb jest prywatnym znaleziskiem i kwestionując jego status jako własności publicznej. Jednak w 2014 roku Najwyższy Sąd Administracyjny Bułgarii orzekł, że skarb należy do państwa. 
Współcześnie dysputowano również miejsce ekspozycji oryginału. W 2024 roku Rada Miejska w Płowdiwie jednogłośnie przyjęła deklarację, w której domaga się, by skarb panagiurski (oryginał, nie kopia) był na stałe wystawiany w miejscowym muzeum archeologicznym, które jest jego właścicielem de iure. Jednakże bułgarskie Ministerstwo Kultury, które ma decydujący głos w tej sprawie, jest zdania, że właściwym miejscem ekspozycji oryginału jest muzeum w Sofii. Argumentuje to tym, że centralizacja najcenniejszych bułgarskich artefaktów w jednym miejscu zwiększa ich dostępność zarówno dla mieszkańców, jak i zagranicznych turystów.